# Гавареччина
Гаваре́ччина — село в Україні, яке розташоване в Золочівському районі, Львівської області, за 16 км на північний захід від райцентру. Така сама відстань і до колишнього райцентру Олесько, що проходить автошляхом місцевого значення. До найближчої залізничної станції Ожидів, на залізничній лінії Львів-Броди, відстань становить 11 км.
Гавареччина разом з селами Білий Камінь, Бужок, Підлисся, Розваж, Черемошня належали до Білокамінської сільської ради. Населення, за даними всеукраїнського перепису населення 2001 року, становить 76 осіб.

## Населення
| рік  | 1900 | 1910 | 1931 | 1943 | 1964 | 1990 | 2001 |
| осіб | 431  | 350  | 415  | 491  | 357  | 100  | 76   |

## Географія
Село розкинулося на території загальною площею 16 га у лісі біля підніжжя Вороняків, а частина — на їхніх пагорбах.

## Топоніми
Колись у Західній Україні проживали давні булгари, предки сучасних чувашів, тому, можливо, назва села має булгарське походження. Якщо чуваською кăвар «розпечене вугілля» і ěççыни «працівник» поєднати разом, то слово кǎварěççыни, близьке до назви села, означало б «працівник з розпеченим вугіллям», тобто «гончар». За підтвердження цієї гіпотези говорить і поширене в селі прізвище Бакусевич, яке теж може мати булгарське походження, бо є стародавнє чуваське чоловіче ім'я Паккуç. Тепер чуваші заселяють місця, далеко на Волзі, але їхні предки залишили в Західній Україні після себе назви багатьох населених пунктів, таких як, наприклад, Жукотин, Верин, Хирів, Кимир, Кукезів, Куткір, Якторів та багато інших.
Побутує інша думка, стосовно, походження назви села. Так один з відомих львівських краєзнавців вважає, що назва села походить від прізвища Гавор, яке є розповсюдженим на теренах Львівщини.

## Історія
За місцевою легендою, першими мешканцями села були гончарі, яких у першій половині XVII століття, на прохання графині Терези Вишневецької (дружини Юрія Вишневецького), було виселено з містечка Білий Камінь, щоби вони своїми горнами (печами) не задимлювали містечко. Так переселилося у ліс на північ від Білого Каменя п'ять родин: Вислинські, Гарбузинські, Митулінські, Куземські, Сушанські. Тут вони розчистили невелику площу під будівництво житла та оселилися. Це невеличке поселення і дало початок майбутньому передмістю, яке назвали на честь Терези Вишневецької — Терещизною. По смерті графині всі маєтності перейшли до її дочки Гаври, а саме поселення (колонія) у підніжжя Вороняків отримала назву Гаврощизна (пол. Gawroszczyzna) і вже до кінця XIX століття назва села трансформувалася у Гавареччину.
За Польщі, у 1930 році місцеві мешканці вирішили заснувати в селі читальню «Просвіти». Ініціативна група, у складі — Семен Тарнавський, Володимир Максимович, Маркіян Конашевич, Климко Нестор та Іван Купінський, з письмовим запитом щодо цього зверталася до губернатора Тернопільського воєводства, але запит залишився поза увагою тодішньої влади. І лише 12 березня 1935 року в селі почала функціонувати читальня «Просвіти», яка була підпорядкована золочівській філії товариства «Просвіта». На своїх початках читальня не мала власного будинку та орендувала кімнату в оселі Фавронії Митлинської, за що вправно сплачувала власниці будинку 2,5 злотих щомісячно. До керівного складу гаварецької читальні «Просвіти» увійшли Миколай Баслядинський (голова); Василь, Марія та Осип Сушанські, Анна Оленчак, Марія та Стефан Вішлінські, Осип та Володимир Купінські, Клим Нестор, Емілій Юркевич, Петро Удимович, Анна Кужіль, Стефан Митулінський та Катерина Лишньовська. 1935 року читальня налічувала 93 члени. Лише 1937 року, коштом сільської громади, було збудовано будинок для потреб «Просвіти». Відкриття нового приміщення читальні сприяло істотному збільшенню числа її членів, а саме, у 1938 році це число збільшилося до 127 членів. Тоді головою був Клим Нестор.
У квітні 1936 року в селі було засновано гурток «Союзу українок», але він так і не розпочав своєї діяльності. Також у Гавареччині створено первинний осередок окружного спортивно-руханкового товариства «Сокіл», який очолив Василь Пастернак. Цікавим було те, що жодних польських ані громадських, ані політичних організацій на той час в селі не існувало.
Після подій «золотого вересня» 1939 року та з приходом радянської влади, у Гавареччині та навколишніх селах утворюються сільські ради. Головою новоствореної Гаварецької сільської ради став Беднарський.
У 1944 році нова радянська влада мобілізувала до війська понад 15 мешканців Гавареччини, з яких 13 осіб загинули або пропали безвісти, а з полів війни повернулося лише двоє гаварречанців.
З другим приходом «совітів» в лісах поблизу Гавареччини активізували свої дії підрозділи Української Повстанської армії. На Львівщині діяла 2-га воєнна округа «Буг» під командуванням Остапа Линди. На Золочівщині діяв курінь золочівської округи «22» під командуванням Григорія Котельницького на псевдо «Шугай», до котрого входила сотня «Дружинники III», командиром якої був Мар'ян Кравчук на псевдо «Малиновий». Сотня «Дружинники III», до складу якої входило також декілька місцевих мешканців, діяла на теренах Гавареччини, Білого Каменя та навколишніх сіл. Збройні опір та поодинокі акції вояків УПА в лісах Гавареччини, Черемошні та Білого Каменя тривали до 1951 року.
У повоєнний час Гавареччина комуністичною владою була занесена до реєстру «неперспективних» сіл.
У 1964 році тут діяла початкова школа, сільський клуб, медичний пункт, магазин.
У 1980—1990-х роках в селі здано в експлуатацію нові фельдшерсько-акушерський пункт та магазин, а також реконструйовано клуб та приміщення старої, на той час, вже недіючої школи.

## Осередок гончарського промислу
Село є осередком традиційного народного промислу чорнодимленої (чорнолощеної, «чорної», «сивої», «задимленої», «закуреної») неполиваної кераміки — Гаварецької кераміки.
Мистецтво чорнодимленої кераміки існує в селі очевидно кілька тисячоліть. Свідченням цьому може бути сама назва села, яка в перекладі з чуваської мови звучить як «працівник з розпеченим вугіллям». Предки чувашів, давні булгари, жили на території Західної України приблизно від середини III тис. до н.е., а пізніше були асимільовані українцями, які перейняли від них це ремесло.
У XX столітті, в умовах поширення фабричного посуду, народний промисел поступово занепав (у XIX столітті тут працювали понад сотня майстрів, у 1930-х роках — до 60, у 1960-х роках — 30, у 1980-х роках — 3—4).
У 1984 році гаварецька кераміка була представлена на Міжнародній виставці кераміки у італійській Фаєнці. Роботи заслуженого майстра народної творчості України Дмитра Вислинського здобули золоту медаль та диплом, а світлина одного з його вазонів увійшла до каталогу найкращих витворів керамічного мистецтва Європи. Лише тоді в різних куточках України стали цікавитися гаварецькою керамікою, приїздили до села мистецтвознавці, але застали в селі лише одного гаварецького майстра димної кераміки, який ще займався цією справою, усі інші вже припинили свою діяльність, оскільки, не мали можливості продавати свої вироби через брак потенційних покупців. Тривав занепад гончарства й самого села.
У середині 1980-х років мистецтвознавець Борис Возницький, письменник Роман Іваничук, скульптори Ярослав та Ярослави Мотики забили на сполох, аби не пропало гаварецьке мистецтво. За сприянням Возницького було організовано виставку «Кераміка Гавареччини» та науково-практичну конференцію в Олеському замку.
Технологія виробу чорної задимленої кераміки зі сріблястими орнаментами, якою колись славилося село Гавареччина, була майже забута місцевими жителями. Лишилося буквально кілька людей старшого віку, які ще могли виготовити горщики, миски, горнятка особливим способом, але давно вже не практикували цієї діяльності, а саме село у віддаленому куті Золочівщини занепадало. Ентузіасти з Товариства Лева знайшли цих майстрів і переконали їх передати своє вміння новому поколінню.
Вперше ідея відновлення давнього ремесла виникла ще у 1985 році на Львівському телебаченні, коли було знято невеличкий фільм з презентацією колекції гончарних виробів гаварецького майстра Мар'яна Бакусевича. Тоді у знімальній групі асистентом режисера була Дарія Ткач, пізніше активістка Товариства Лева. Зацікавившись таїнством виготовлення оригінальної кераміки, Дарія разом з Мирославом Решетилом поїхали на Золочівщину, але до самої Гавареччини треба було йти лісом пішки. В селі вони довідалися, що живими залишилося лише двоє діючих майстрів, з якими вони швидко познайомилися.
Товариство Лева вирішило відродити давнє мистецтво. Щоб зібрати гроші на відродження гаварецької кераміки, восени 1987 року був організований доброчинний концерт, за участю тодішніх львівських бардів Остапа Стахіва, Віктора Морозова, Андрія Панчишина, Тараса Чубая, Костя Москальця. Одночасно як взірець серед переповненої зали глядачів мандрував гаварецький горнець. У грудні Товариство організувало в Львівському музеї етнографії та художнього промислу виставку гаварецької кераміки, експонати для якої збирали по музейних фондах та приватних колекціях. Також спеціально для виставки згадані гаварецькі майстри, до яких приєднався після довгого періоду бездіяльності Степан Гарбузинський, виготовили додаткові взірці. Велику допомогу в організації надало подружжя Ярослава та Ярослави Мотиків, які ще раніше обрали для творчої праці саме це село. На відкриття виставки з Києва приїхав поет Борис Олійник, який дещо розгубився під час виступу, через підкреслено національний антураж і самий дух імпрези.
Виставка мала дуже великий успіх. Щоб потрапити на неї, львів'яни стояли в черзі, яка виходила аж на вулицю. І немало молодих людей, побувавши на виставці, виявили бажання долучитися до роботи Товариства Лева, ставши його членами.
Після цього справа пішла — задиміли старі печі і скоро перші партії виробів було запропоновано на продаж зацікавленій львівській публіці. Перший аукціон відбувся взимку 1988 року на подвір'ї колишнього монастиря бернардинів у Львові, і його успіх змусив місцеву владу узятися до будівництва дороги до села. Однак створити школу гаварецької кераміки, попри намагання ентузіастів, так і не вдалося створити. Попри це сама технологія була засвоєна львівськими молодими майстрами і старе народне мистецтво отримало нове життя.
Наприкінці 1980-х років пішли з життя гончарі Дмитро Вислинський, Василь Архимович, Василь Куземський, відновили свою працю три гончарі — заслужені майстри народної творчості України Володимир Бакусевич і Мар'ян Бакусевич (дядько та племінник) та Степан Гарбузинський. Гаварецьке гончарство отримало імпульс для дальшого існування. Свій величезний досвід Мар'ян Бакусевич передав молодим. Учнями Мар'яна Мар'яновича стали його сини Богдан та Євген Бакусевичі, Володимир Гарбузинський, Володимир Сушанський, Петро Лишньовський, Руслан Сінькевич, Іван Луковський. Пізніше виникло мале підприємство «Галкрай».
На початку XXI століття в селі працювали лише Євген (нар. 1962) і Богдан (нар. 1974) Бакусевичі та Володимир Гарбузинський (нар. 1964), які перейняли секрети гончарського ремесла у своїх батьків — Мар'яна Бакусевича та Романа Гарбузинського.
Від червня 2008 року було започатковано міжнародні мистецькі пленери з чорно-лощеної кераміки. Перший пленер «Гавареччина-2008» відбувався з 27 червня до 15 липня 2008 року у селі Гавареччина, де керамісти Львівської області вивчали особливості гаварецької кераміки. Ініціаторами заходу були — управління культури та туризму Львівської ОДА та Львівський державний обласний центр народної творчості і культурно-освітньої роботи. Відповідальність за організацію та проведення була покладена на провідного методиста образотворчого мистецтва Львівського державного обласного центру народної творчості і культурно-освітньої роботи Агнесу Ропецьку — дружину відомого українського скульптора Володимира Ропецького. Десять художників-керамістів, могли попрацювати поруч з корінними гаварецькими гончарями, повчитися секретів їх ремесла, збагатити та вдосконалити свій творчий потенціал.
У червні 2009 року почався Другий пленер чорнодимленої кераміки. Не було вже підозрілості та настороженості до новоприбулих «спудеїв» та їх наставників. Дехто з них працював на попередньому пленері і налагоджені приятельські стосунки з Володимиром Сушанським, Іваном Луковським та Євгеном Бакусевичем стали в пригоді. Майстри з задоволенням запрошували «гостей з міста» до своїх майстерень та були бажаними гостями в робітні пленеристів. А процес випалювання у глинобитних печах на лоні природи остаточно об'єднав творчі потуги місцевих та приїжджих гончарів.

## Пам'ятки історії

### Пам'ятки архітектури

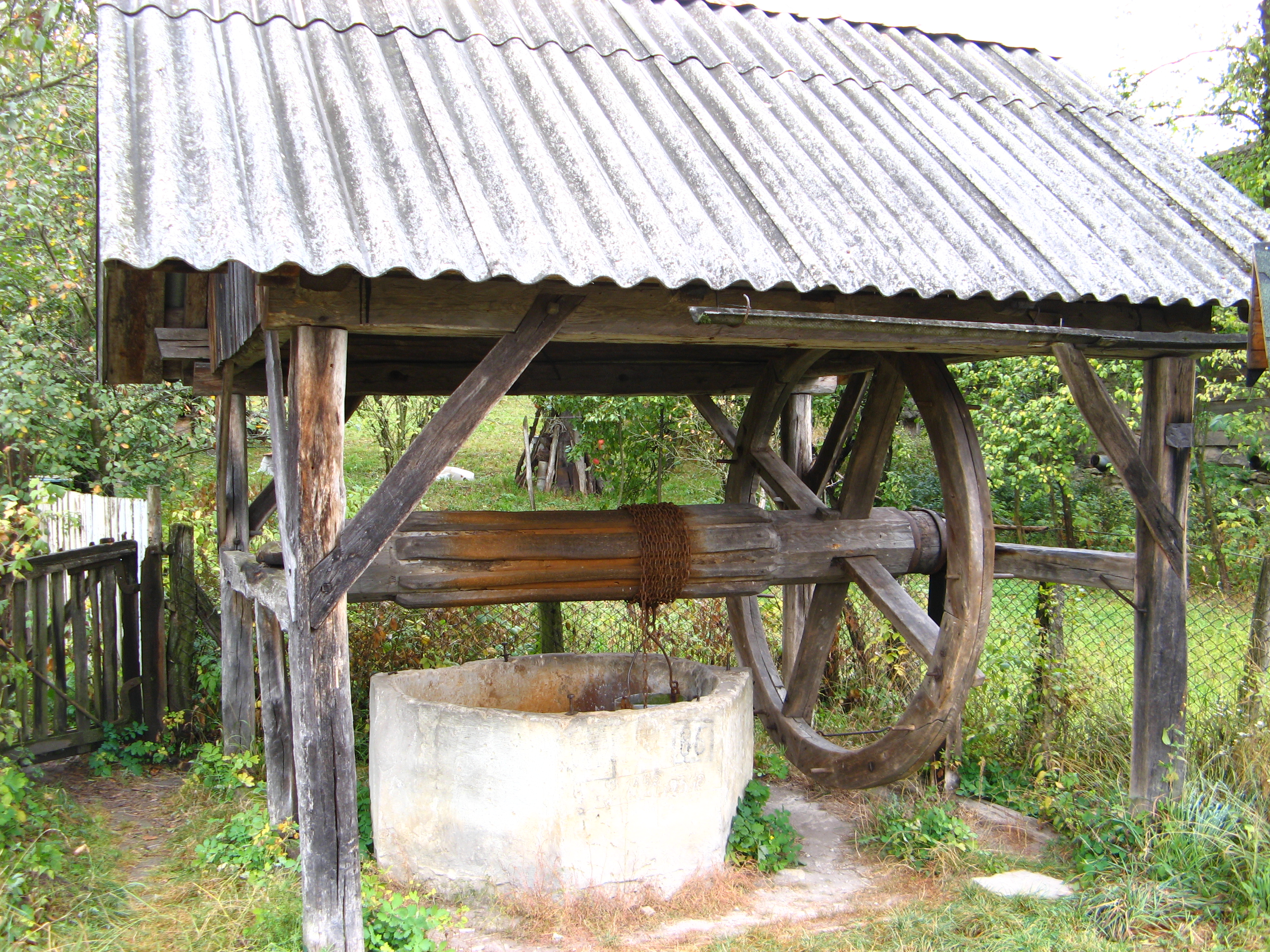
Криниця (1922)

- Криниця (1922 рік), копало двоє майстрів і спочатку знайшли воду на глибині 41 метра, але з часом вода з криниці пропала, довелося копати глибше і лише на глибині 54 метрів знову натрапили на джерело<[19]. Подібних криниць в селі було п'ять, донині збереглося лише дві. Самим цікавим є конструкція цієї криниці, яка дозволяє прискорювати процес набирання води, а саме, використовується два відра — поки одне витягується з криниці, то друге опускається туди[20].

Гаварецька криниця оспівана в поезії Мирона Шагала (нар. 1957), сина відомого українського етнографа та фольклориста Володимира Шагала, під назвою «Криниця в Гавареччині».

### Сакральні споруди

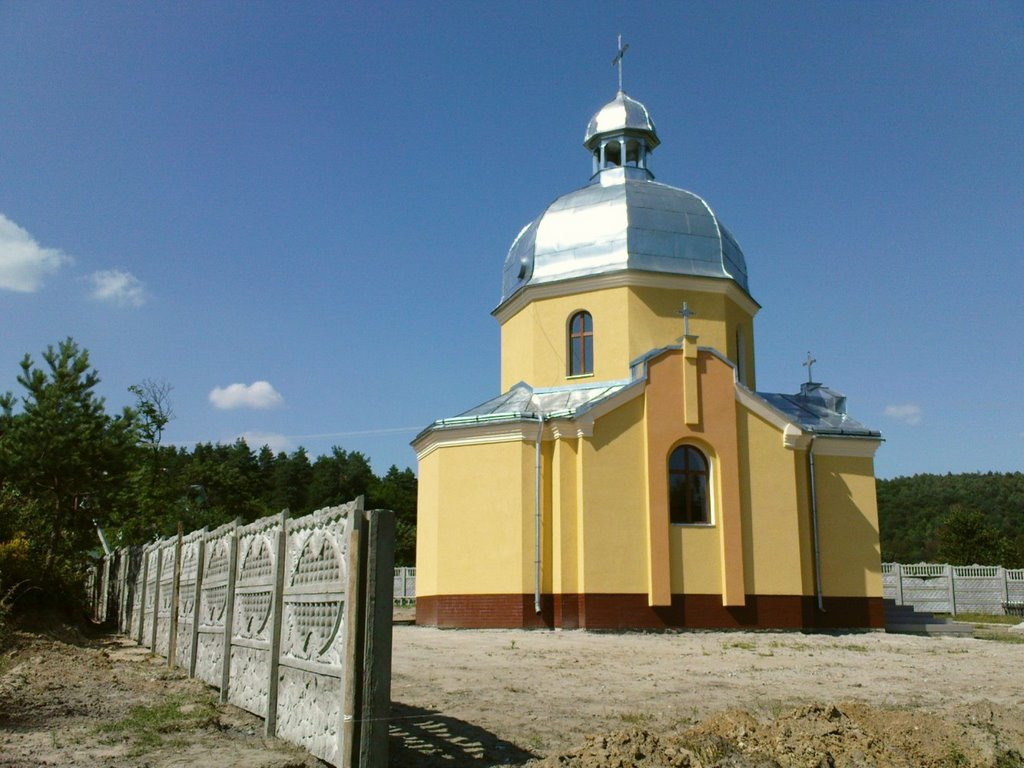
Храм Зіслання Святого Духа

- Храм Зіслання Святого Духа був освячений Високопреосвященнішим Владикою Ігорем (Возьняком), Архієпископом Львівським 10 серпня 2008 року. Храм збудовано за кошти фундатора та доброчинця Данила-Богдана Корилкевича, за ініціативи о. Віталія Барабаша та стараннями будівничого Володимира Почапського[23].

### Пам'ятки монументального мистецтва

#### Меморіали, пам'ятники
- поховання вояків дивізії «Галичина», які загинули у липні 1944 року на лінії бойових дій між селами Колтів, Сасів, Хильчиці, Почапи, Білий Камінь, де було замкнуте кільце «Бродівського котла».

#### Меморіальні (пропам'ятні) таблиці
- Пропам'ятна таблиця Іванові Керницькому — референтові крайової округи ОУН (псевдо «Крилатий»), встановлено біля криївки, де 18 лютого 1947 року він загинув у бою зі «стрибками».

## Музеї
- Музей-криївка вояків ОУН-УПА, урочисто відкритий до 65-річниці УПА у 2007 році[24].

## Інфраструктура

### Освіта
За часів Австрії місцеві мешканці вирішили будувати церкву, але через брак коштів будова храму відклалася. Тоді ж вирішили на зібрані кошти збудувати у селі свою школу, оскільки діти росли неграмотними, а до Білого Каменя дітям ходити далеко. За короткий час школа була збудована і являла собою невеличкий будиночок з однією класною кімнатою площею у 25 м². 1912 року вчителювала тут Стефанія Жулковська. Наука викладалася польською мовою.
У 1925-1926 роках у гаварецькій однокласній школі навчалося 24 учні, а у 1939—1940 роках у штаті школі було лише 2 вчителі, які навчали 72-ох учнів у трьох класах.
На даний час в селі немає власної школи.

### Транспорт
До початку 1990-х років автомобільного сполучення з ним практично не існувало. Потім вузький ґрунтовий шлях через ліс засипали щебенем. Хоч він і залишився незаасфальтованим, але підтримується в хорошому стані.
Ще наприкінці 1990 — початку 2000-х років до Гавареччини курсував автобусний маршрут «Золочів-Гавареччина», який вирушав від автостанції «Золочів-1» (вул. Ст. Бандери), але через брак пасажирів, які їдуть до кінцевої зупинки, цей маршрут було скорочено до автобусної зупинки у Білому Камені і лише два дні на тиждень автобус прямує до Гавареччини.

## Відомі люди

### Мистецтво

Бакусевич Володимир

Бакусевич Мар'ян

- Бакусевич Володимир (1916—1991) — гончар, майстер художньої кераміки, заслужений майстер народної творчості України.
- Бакусевич Мар'ян (1931—2000) — гончар, майстер художньої кераміки, заслужений майстер народної творчості України.
- Вислинський Дмитро (1901—1984) — гончар, майстер художньої кераміки, заслужений майстер народної творчості України, призер (золота медаль, 1984 рік) Міжнародної виставки кераміки у місті Фаєнца (Італія).
- Гарбузинський Степан (1911—1996) — гончар, майстер художньої кераміки, заслужений майстер народної творчості України.

### Учасники визвольних змагань
- Вислинський Йосиф — місцевий мешканець, стрілець УПА (псевдо «Дуб»), загинув у бою 20 січня 1946 року поблизу Гавареччини.
- Керницький Іван — референт крайової округи ОУН (псевдо «Крилатий») загинув героїчною смертю в бою з підрозділом НКВС в криївці, що знаходилася у лісі поблизу Гавареччини.

## Галерея

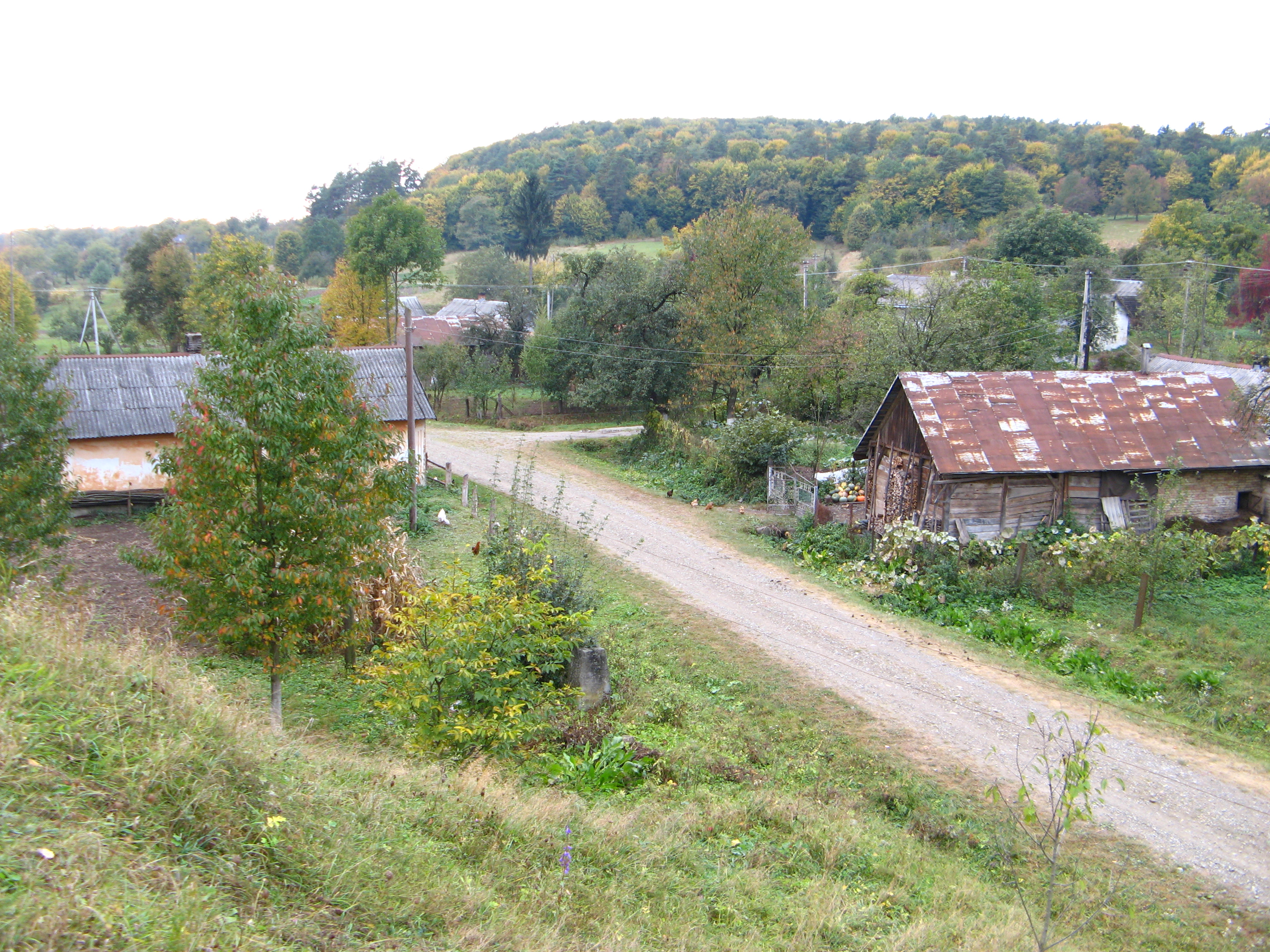
Центральна частина села
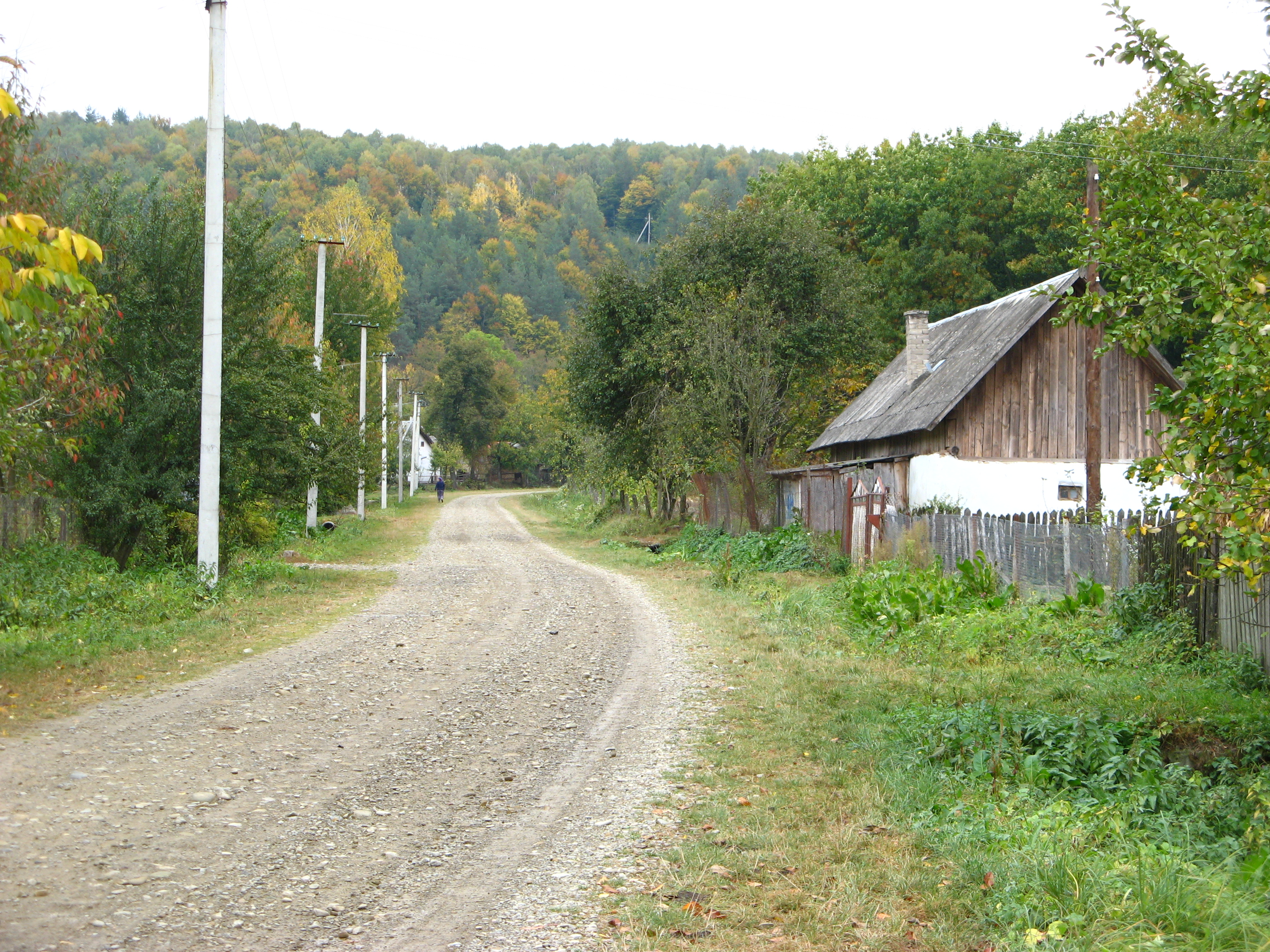
Головна вулиця
Інформаційна таблиця біля обійстя одного з гончарів
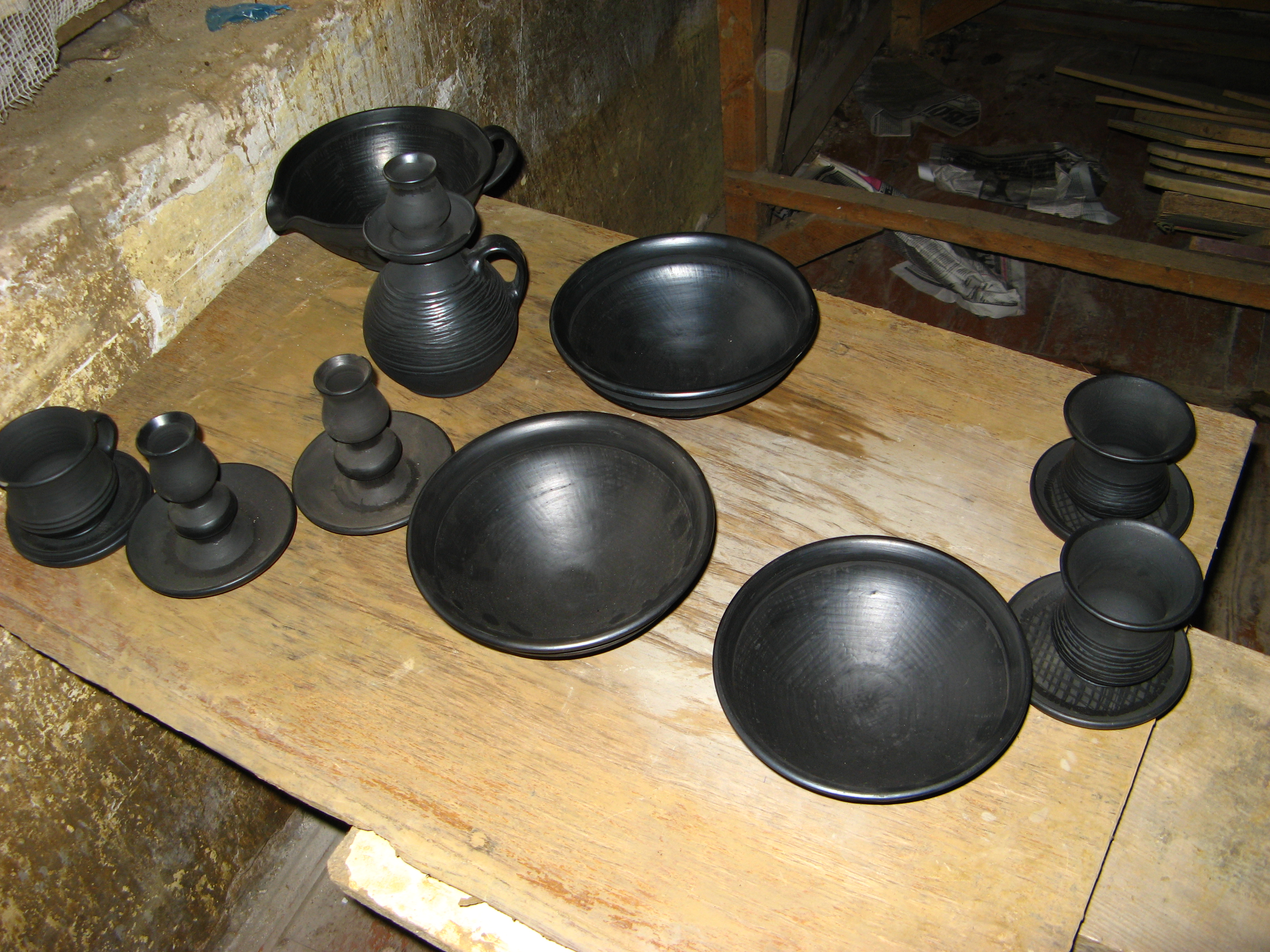
Зразки гаварецької чорнодимленої кераміки